# Diocèse de Kingstown
Le diocèse de Kingstown ((la) : Dioecesis Regalitana) est un diocèse de l'Église catholique dans la Caraïbe dont la juridiction couvre l'ensemble de Saint-Vincent-et-les-Grenadines. Son siège est la cathédrale de l'Assomption de Kingstown. Son actuel titulaire est Gerard County, il est suffragant de l'archidiocèse de Castries et membre de la Conférence épiscopale des Antilles. 

## Historique
Le diocèse de Kingstown a été érigé sous sa forme actuelle en 1989 à partir du Diocèse de Bridgetown-Kingstown. 

## Évêques
1. Robert Rivas, o.p., 23 octobre 1989-19 juillet 2007
2. Charles Jason Gordon, 8 juillet 2011-22 décembre 2015
3. Gerard County, C.S.Sp., depuis le 22 décembre 2015.